# Nabeina

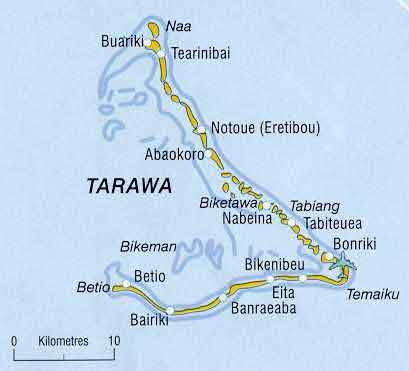
Mapa do Atol de Tarawa.

Nabeina é uma ilha do Kiribati, sendo uma subdivisão de Tarawa. 